# Musée en plein air de Hakone
Le musée en plein air de Hakone (彫刻の森美術館, Chōkoku no mori bijutsukan) se trouve dans la ville de Hakone, district d'Ashigarashimo dans la préfecture de Kanagawa au Japon.
Ouvert en 1969, il propose aux visiteurs une centaine de sculptures, comme son nom l'indique, en plein air, sur une surface de 70 000 m2, ainsi que d'autres œuvres des XIXe et XXe siècles d'artistes japonais et occidentaux. Le pavillon Picasso, ajouté au musée en 1984 à partir d'une collection de 188 œuvres, abrite maintenant une collection de 300 œuvres de l'artiste. La collection Henry Moore comporte 36 œuvres, et constitue l'une des plus importantes au monde.

## Parc
Le parc de sculptures de Hakone est le premier parc de sculptures au Japon. Il ouvre en 1969 sur une superficie totale de plus de 70 000 m2, en partie dans des bâtiments couverts. Dans le musée et le parc sont exposées des œuvres d'artistes de renom du monde entier tels que :
- Hans Aeschbacher
- Antoine Bourdelle
- Alexander Calder
- Antoni Clavé
- Robert Erskine
- Pericle Fazzini
- Naum Gabo
- Bukichi Inoue
- Phillip King
- François-Xavier Lalanne
- Gabriel Loire
- Jan Meyer
- Joan Miró
- Henry Moore
- Kyoji Nagatani
- Marta Pan
- Pablo Picasso
- Antoine Poncet
- Auguste Rodin
- Niki de Saint Phalle
- Pierre Soulages
- Yasuo Mizui

 et beaucoup d'autres.
Un espace de jeux est réservé aux enfants : woods of net.

## Galerie d'images

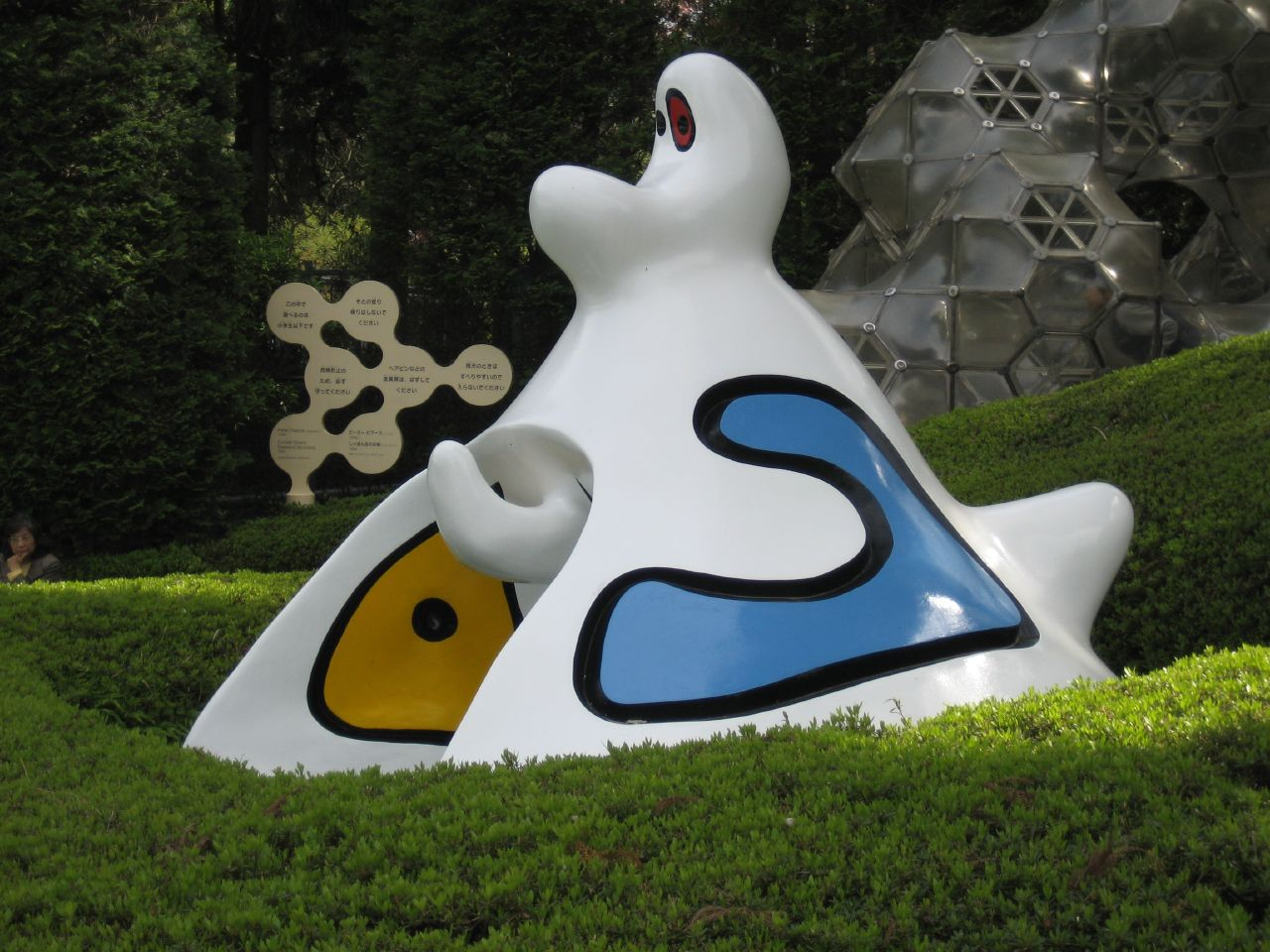
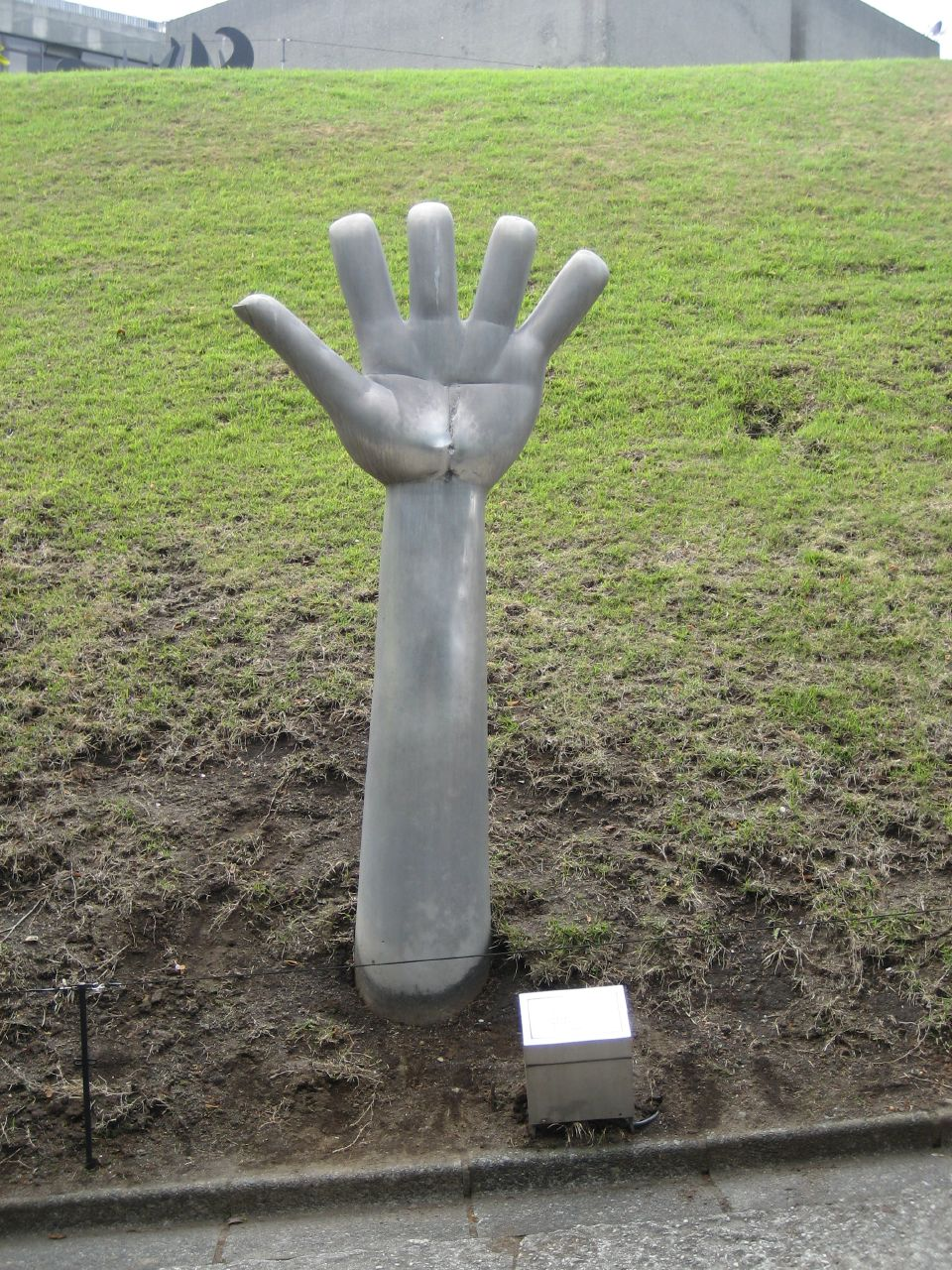
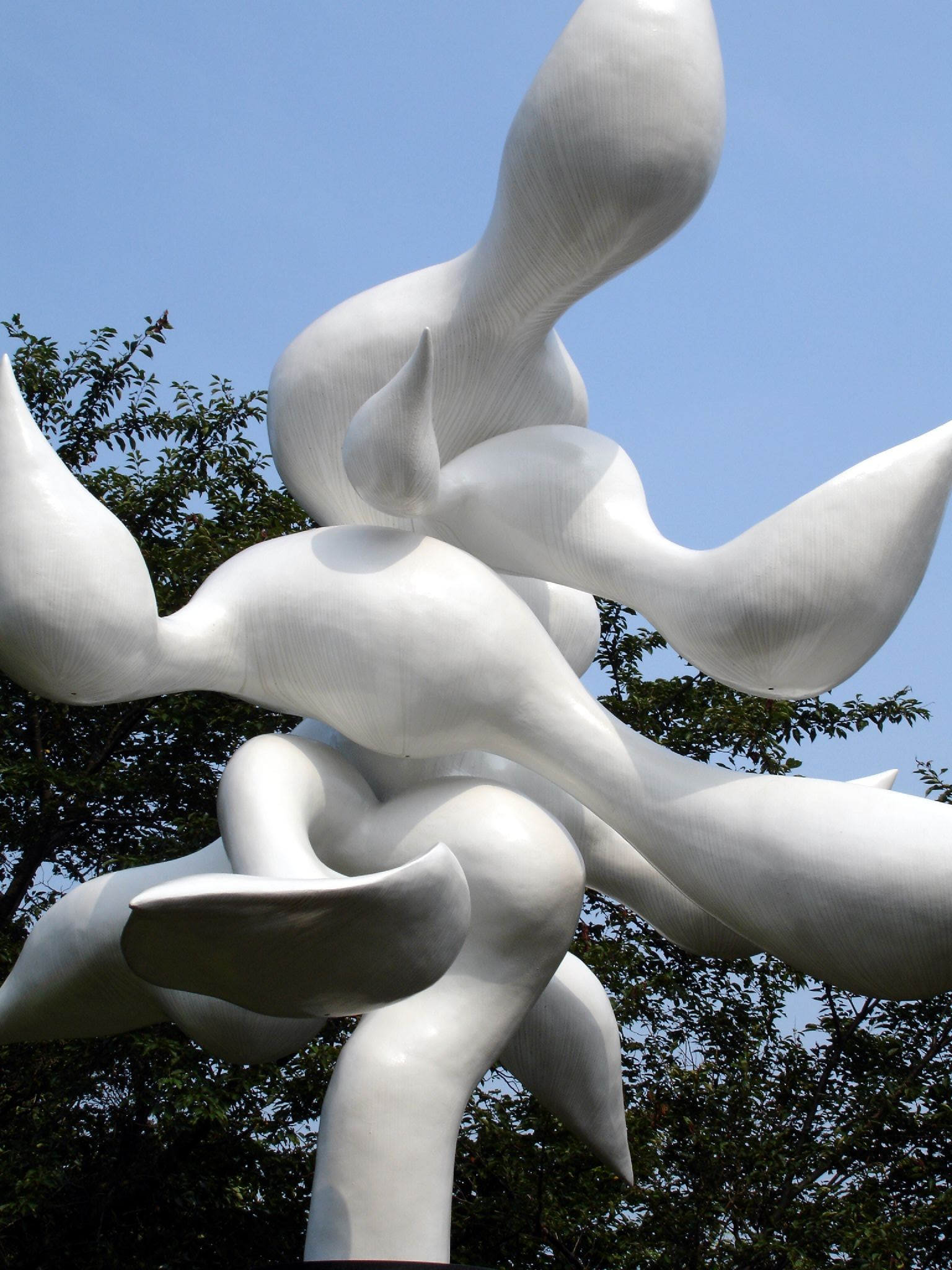
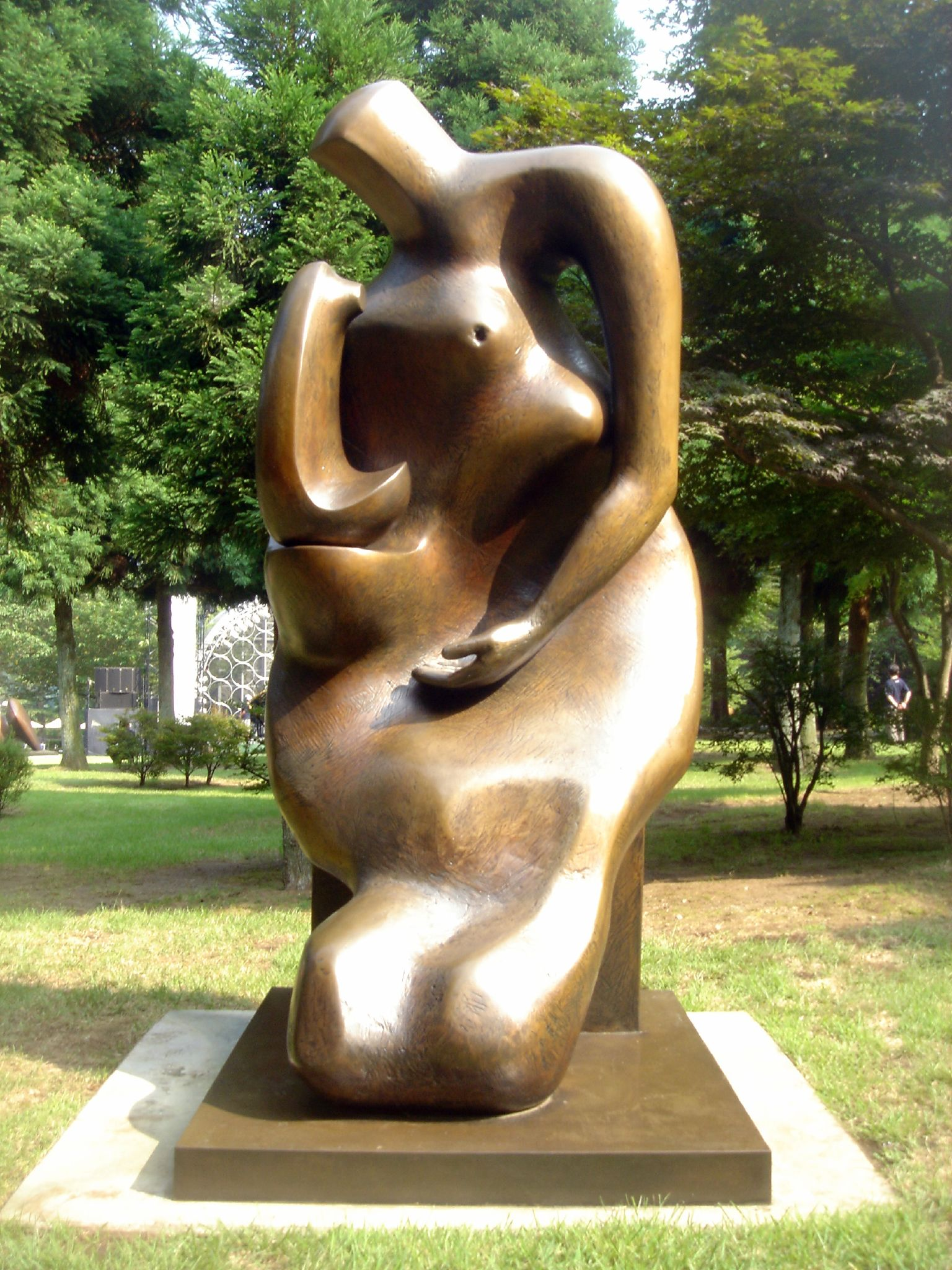